# 長野県立木曽病院
長野県立木曽病院（ながのけんりつきそびょういん）は長野県木曽郡木曽町にある病院。地方独立行政法人長野県立病院機構が運営する。また木曽地域の中核病院である。

## 沿革
- 1963年（昭和38年）9月12日 - 病院開設を許可される。
- 1964年（昭和39年）4月20日 - 診療開始（一般病床100床）、 内科、外科、整形外科、皮膚科、泌尿器科、耳鼻咽喉科、理学診療科。
- 1990年（平成2年）11月1日 - 新病院施設の開設が許可される。
- 1992年（平成4年）5月6日 - 新病院施設での診療を開始する。
- 1995年（平成7年）5月15日 - 木曽老人保健施設（現、木曽介護老人保健施設アイライフ）を開所する。
- 2007年（平成19年）4月1日 - へき地医療拠点病院に指定される。
- 2010年（平成22年）4月1日 - 地方独立行政法人長野県立病院機構に運営移管。
- 2020年（令和2年）
  - 3月 - 介護医療院（ユーライフきそ　定員20名）を開設。
  - 放射線治療装置の老朽化と採算性の問題により木曽病院における放射線治療を全廃。
- 2026年（令和8年）- 麻酔科医などの不足から産科医療の継続が困難になるとされる。これに対し、「信州女性議員の会」は2025年3月25日に分娩の維持と麻酔科医・産科医の確保を求める要望書を県に提出した。

## 診療科目
- 内科
- 循環器内科
- 消化器内科
- 神経内科
- 小児科
- 外科
- 整形外科
- 産婦人科
- 眼科
- 耳鼻咽喉科
- 精神科
- 麻酔科
- 皮膚科
- 泌尿器科
- 放射線科
- 形成外科
- リハビリテーション科

## 交通
- 東海旅客鉄道中央本線木曽福島駅よりバス・タクシーで5分、徒歩15分。